# Вревский, Ипполит Александрович
Барон Ипполи́т Алекса́ндрович Вре́вский (1814—1858) — русский генерал-лейтенант, участник Кавказской войны.

## Биография
Внебрачный сын А. Б. Куракина, самый младший из детей, которым Куракин дал своё отчество и фамилию Вревский, тем самым положив начало роду Вревских. Родился 5 (17) апреля 1814 года в доме А. Л. Нарышкина на Большой Морской улице в Санкт-Петербурге и был крещён в тот же день в Успенской церкви. Вместе с братьями Александром и Павлом 14 мая 1822 года получил разрешение от императора Александра I именоваться баронами и высочайшим указом им было пожаловано российское потомственное дворянство.
Учился в Дерптском университете. Затем поступил на службу подпрапорщиком в лейб-гвардии Измайловский полк; в 1833 году был произведён в прапорщики лейб-гвардии Финляндского полка и поступил в Военную академию. По окончании академии был зачислен в Генеральный штаб и направлен на Кавказ, где и прошла вся его дальнейшая служба.
Сначала Вревский принял участие в экспедиции Раевского в 1838 году на восточный берег Чёрного моря, был ранен на штурме Аргуани и получил чин капитана. В следующем году находился в экспедиции Граббе в Северном и Нагорном Дагестане. В конце 1840 года Вревский выступил с отрядом Граббе из крепости Грозной и, перейдя через Качкалыновский хребёт, участвовал в усмирении Чечни. В частности участвовал в бою на реке Валерик. Находясь в Чеченском отряде, Вревский выступил в 1841 году против Шамиля и участвовал в атаке Хубарских высот и в разорении селения Дылым. Двинувшись затем на Сунжу, он находился в экспедиции в Малой Чечне. В следующем году Вревский, находясь в отряде полковника Фрейтага, был командирован в Ойсунгур для постройки укрепления и за удачно выполненную экспедицию награждён орденом св. Станислава 2-й степени и произведён в подполковники.
3 мая 1844 года Вревский выступил с отрядом полковника Нестерова в Чечню. Назначенный затем в отряд генерала Гурко, он совершил поход по реке Аргуну к аулу Чах-Кери и находился при возведении укрепления Воздвиженского. Состоя в 1845 году в Лушкском отряде, Вревский участвовал в делах в урочище Рогно-Ор, близ горы Кек, Тамалда, за отличие был награждён золотым оружием с надписью «за храбрость».
В том же году полковник Вревский был назначен командиром Навагинского пехотного полка. Находясь с ним на левом фланге Кавказской линии в течение четырёх лет, Вревский участвовал во многих экспедициях вглубь Чечни; в 1849 году был произведён в генерал-майоры. В 1850 году Вревский был назначен командиром 1-й бригады 19-й пехотной дивизии.

### Владикавказский военный округ
Назначенный в 1852 году начальником Владикавказского военного округа, он в течение трёх лет охранял нашу пограничную линию от неоднократных покушений Шамиля, за доблесть и распорядительность в горных экспедициях был награждён золотым оружием с бриллиантами и надписью «за храбрость». 26 ноября 1853 году награждён орденом св. Георгия 4-й степени (№ 9049 по списку Григоровича — Степанова).
В 1855 году Вревский был назначен командиром 20-й пехотной дивизии и заведующим левого фланга Кавказской линии. Перемещенный в следующем году на должность начальника Кавказской гренадерской дивизии, был произведён в 1856 году в генерал-лейтенанты и назначен командующим войсками Лезгинской кордонной линии. В 1857 году Вревский предпринял две удачные экспедиции в землю непокорных дидойцев и в третий раз получил оружие с надписью «за храбрость».
Декабрист А. П. Беляев в своих воспоминаниях писал о нём:

…он кончил курс или учился в Дерптском университете, где слушал также курс медицины, знал многие иностранные языки, был очень любознательным и специально изучил военные науки… Небольшого роста, брюнет, с проницательными карими глазами, правильными, несколько южными, чертами, как бы вкрадчивой поступью, он, тем не менее, был очень живого и веселого характера… Я восхищался его хладнокровием и мужеством. Невозмутимо спокойный, с коротеньким чубуком в зубах, он шел вперед, разрушая завалы и все преграды самой дикой природы…
Как я упомянул выше, он слушал в Дерпте курс медицины и отмечу, как особенность: он имел охоту Петра Великого рвать зубы. Однажды… между нами был… граф Штейнбок, у которого сильно болел зуб: вдруг слышим колокольчик и подъехавший экипаж. А затем входит Ипполит Александрович: поздоровавшись со всеми, он, увидев страдания графа, тотчас предложил ему выдернуть зуб; тот, хотя, может, и усомнился в его искусстве, однакожь мучимый болью, согласился. Он немедля достал инструменты, которые возил с собой и операция была совершена вполне успешно, и как благодарен ему был пациент!
Тут можно было увидеть цвет Петербургского военного общества, или, лучше сказать, цвет русского армии. У него (в доме И. А. Прим. Авт.) я познакомился со многими, еще молодыми людьми, которые впоследствии занимали, а некоторые еще продолжают занимать высокие посты в государстве… Прекрасный оркестр полковой музыки, которую Ипполит Александрович много улучшил, выписав хорошие инструменты и хорошего капельмейстера, разнообразное общество… все это доставляло очень приятное препровождение времени…
Осенью и зимой 1840—1841 гг. на вечерах в доме Вревского частым гостем был М. Ю. Лермонтов. А. Чарыков писал в своих мемуарах: 

В один прекрасный день мы, артиллеристы, узнали, что у барона на вечере будет Лермонтов и, конечно, не могли пропустить случая его видеть. Добрейший хозяин по обыкновению очень радушно нас встретил и перезнакомил со своим дорогим гостем. Публики, как мне помнится, было очень много, и когда солидные посетители уселись за карточными столами, молодежь окружила Лермонтова…

### Конец жизни
В 1858 году он снова выступил в Дидоэтию и, разорив до основания 40 аулов, взял штурмом три каменных укрепления с орудиями. Но эта экспедиция была роковой для Вревского: 20 августа 1858 года, при штурме капучинского аула Китури (Магинские высоты, ныне — Цунтинский район Республики Дагестан) он был смертельно ранен ружейной пулей. Раненый И. А. Вревский был перевезён в город Телав (Тифлисская губерния; ныне — Телави, Грузия), где 29 августа (10 сентября) 1858 года скончался на руках у своей жены Юлии Петровны (урожд. Варпаховской).
Был похоронен в Телавском Свято-Успенском соборе. В настоящий момент могилы нет. По рассказам местных историков, останки были перезахоронены примерно в начале XX века, либо в Тифлисе, либо в Санкт-Петербурге.
У Вревского было трое детей от черкешенки — Павел, Николай и Мария, носивших, как внебрачные, не фамилию отца, а фамилию Терские. Об их судьбе позаботилась его вдова Юлия, добившись того, что дети получили фамилию отца и смогли унаследовать земли Баталпашинского округа, которыми был награждён Вревский. Также, благодаря Юлии Вревской, художник Т. Горшельт создал две картины, посвящённые её покойному мужу: «Штурм аула Китури на Лезгинской линии, во время которого был смертельно ранен генерал Ипполит Вревский» и «Перенесение раненого генерала Вревского на Лезгинской линии».
Согласно Ревизским сказкам владельческих крестьян за 1858 год И. А. Вревский владел в Малоархангельском уезде Орловской губернии деревней Степановкой (40 дворов), деревней Берёзовкой (23 двора), селом Мишковым (40 дворов) и селом Покровским (49 дворов). Одно из его имений вдова Вревского продала для того, чтобы организовать санитарный поезд.

## Память
Во Владикавказе до 10 мая 1935 года существовала улица, названная в честь Ипполита Вревского (сегодня — улица Армянская).
В его честь названо маленькое село Ставропольского края, Кочубеевского округа